# Dust in the Wind (álbum)
Dust in the Wind es un álbum en vivo de la banda estadounidense de rock Kansas, lanzado en 2001.

## Lista de canciones
1. "Miracles Out of Nowhere" (Livgren)  – 6:47
2. "Paradox" (Livgren, Walsh)  – 4:11
3. "One Big Sky" (Ehmig, Kleinfeld)  – 6:06
4. "T.O. Witcher" (Morse, Walsh)  – 1:37
5. "Dust in the Wind" (Livgren)  – 4:24
6. "The Preacher" (Walsh, Morse)  – 4:57
7. "Point of Know Return" (Walsh, Ehart, Steinhardt)  – 5:03
8. "House on Fire" (Walsh, Morse, Ezrin, Ehart)  – 12:05
9. "Carry on Wayward Son" (Livgren)  – 6:20
10. "All I Wanted" (Walsh, Morse)  – 4:53
11. "Magnum Opus" (Livgren, Walsh, Williams, Hope, Ehart, Steinhardt)  – 2:12
12. "The Wall" (Livgren, Walsh)  – 5:43

- Datos: Q5317011